# Uwe Lost

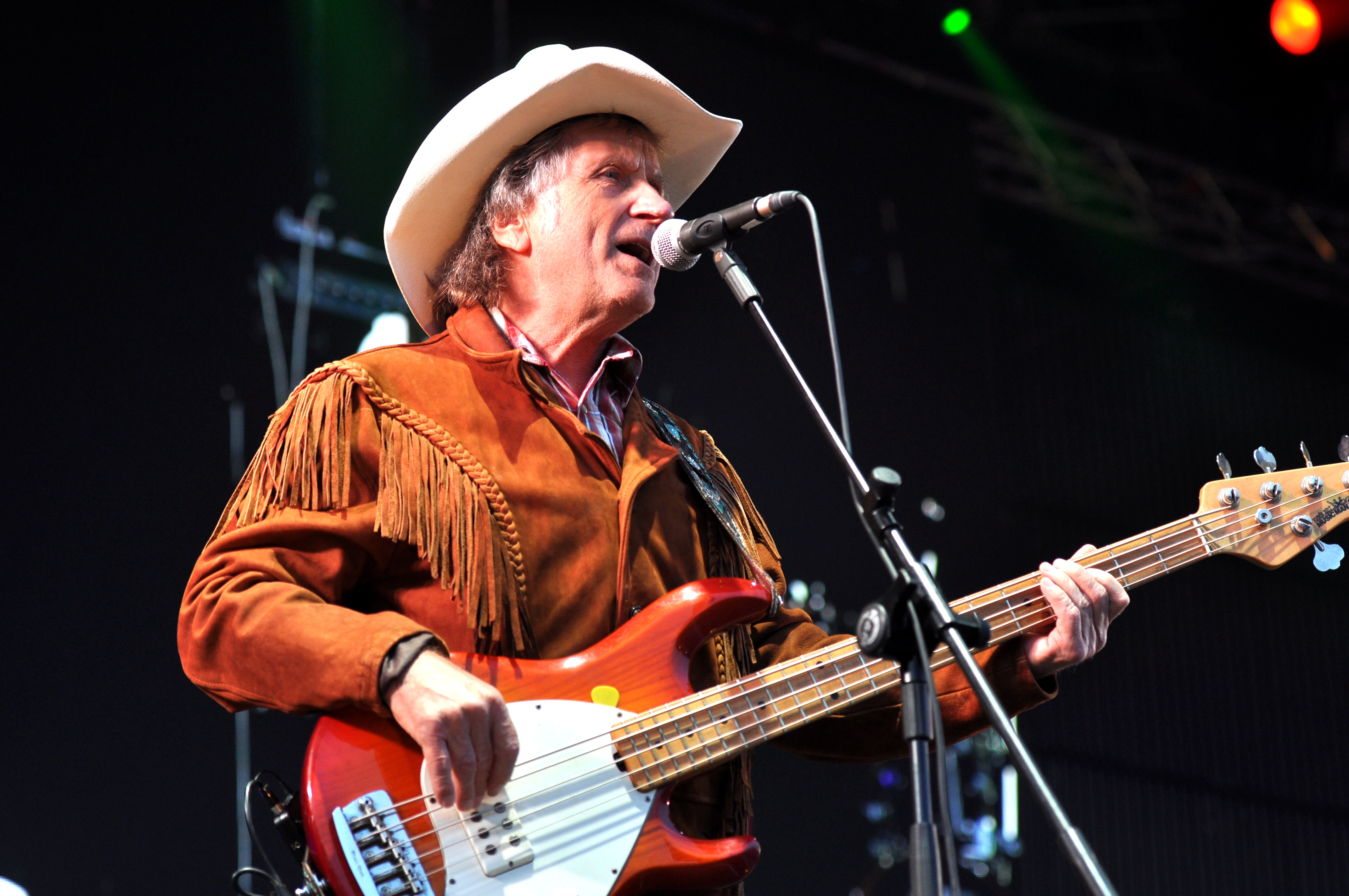
Uwe Lost beim International Truck Grand Prix Country Festival 2013, Nürburgring

Uwe Lost (* 19. Juni 1949 in Hamburg) ist ein deutscher Bassist, Produzent, Akkordeonist und Komponist. Er war langjähriges Mitglied der Country Band Truck Stop.

## Leben

### Musikalische Karriere
Uwe Lost begann mit 9 Jahren, Akkordeon bei Heinz Funk zu lernen, wechselte als 12-jähriger Pfadfinder zur Gitarre und etwas später zum E-Bass. 1964 hatte er seinen ersten Auftritt mit The Hocks und spielte für die Brawlers.
1971 wurde Lost Vollzeit-Musiker bei den Raymondos. 1972 ging er u. a. mit Daliah Lavi, Roberto Blanco, Rex Gildo und Mary Roos auf Tournee. Ein wenig später begann er bei den Valendras.
Neben Bass und Gitarre spielt Lost u. a. auch Klavier, Schlagzeug und Akkordeon.

### Truck Stop
1978 stieg er für den ausgeschiedenen Bassisten Rudolf „Stempel“ Steinmetz bei der Country Band Truck Stop ein. Diese feierten gerade ihren Hit Ich möcht’ so gern Dave Dudley hör’n.
Im ersten Jahr war Lost als Bassist und Backgroundsänger tätig, ab dem Album Bitte recht freundlich komponierte er bis zu seinem Ausstieg im Jahr 2021 über 200 Lieder für die Band, darunter auch die Titelmelodie der Sendung Großstadtrevier und Hits wie Mein Stiefel kommt inʼ Himmel.
Ende 2021 kündigten Lost und Truck Stop an, dass Lost Mitte des Jahres 2022 die Band verlassen werde, da er sich zu Ruhe setzen möchte und mehr Zeit für seine Familie haben möchte. Sein Nachfolger wurde der Texas-Lightning-Bassist Uwe Frenzel.

### Sonstiges musikalisches Engagement
Lost spielt seit Anfang der 1990er-Jahre mit einigen anderen Musikern (auch ehemaligen Truck-Stop-Mitgliedern) in der Gruppierung  Third Coast. In dieser und der Band Lost Gang spielt er u. a. mit seinem Sohn Florian (* 1980).

### Privates
Lost ist seit über 50 Jahren verheiratet mit seiner Frau Siglinde, er hat 2 Söhne Florian und Christopher. Er wohnt in Tangstedt-Wilstedt und hat in seinem Keller ein eigenes Tonstudio, in dem er weiterhin sowohl für Truck Stop als auch für andere Gruppen komponiert und produziert.